# 林登贝格 (莱茵兰-普法尔茨州)
林登贝格是德国莱茵兰-普法尔茨州的一个市镇。总面积3.79平方公里，总人口1099人，其中男性528人，女性571人（2011年12月31日），人口密度290人/平方公里。